# La cripta de las condenadas II
La cripta de las condenadas II è un film del 2012 diretto da Jess Franco.
Uscito nell'ottobre del 2012 in Spagna, è stato presentato al prestigioso Festival di Sitges, ricevendo un'accoglienza negativa del pubblico e della critica.

## Trama
Un gruppo di ragazze, intrappolate in una cripta, cadono nelle tentazioni lussuriose di un malvagio spettro.